# 1993 en Colombie-Britannique
Chronologie de la Colombie-Britannique
- 1989
- 1990
- 1991
- 1992
- 1993
- 1994
- 1995
- 1996
- 1997

Cette page concerne des événements qui se sont produits durant l'année 1993 dans la province canadienne de Colombie-Britannique.

## Politique
- Premier ministre :
- Chef de l'Opposition : Gordon Wilson du Parti libéral de la Colombie-Britannique puis Fred Gingell du Parti libéral de la Colombie-Britannique
- Lieutenant-gouverneur : David Lam
- Législature :

## Événements
- Mise en service du N°2 Road Bridge, pont routier en poutre de 560 mètres de long qui franchit la  Fraser river à Richmond[1].

## Naissances

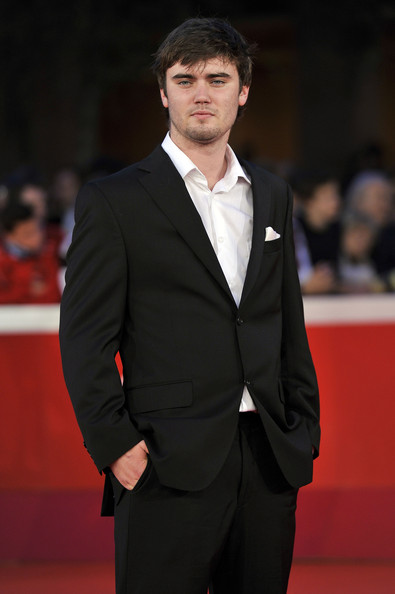
Cameron Bright.

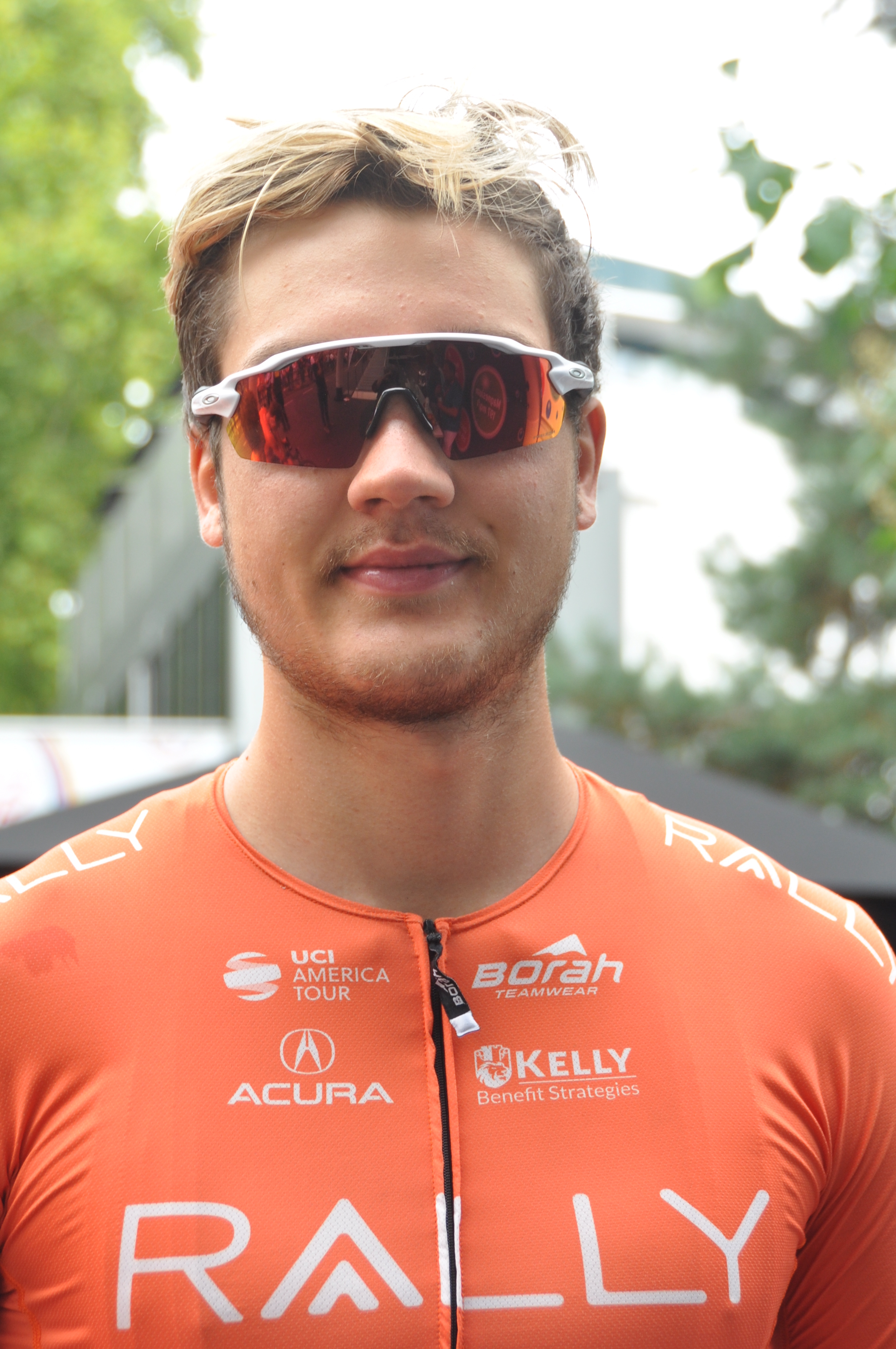
Adam de Vos

- 26 janvier à Victoria : Cameron BrightCameron Douglas Crigger[2] , acteur canadien. Il est notamment connu pour ses rôles dans les films Godsend et Birth en 2004, ainsi que pour son rôle d'Alec Volturi dans la saga Twilight.

- 14 février à Victoria : , lanceur droitier des Phillies de Philadelphie de la Ligue majeure de baseball.

- 12 mars à Burnaby : Tyler Wotherspoon, joueur professionnel canadien de hockey sur glace. Il évolue au poste de défenseur[3].

- 23 mars à Port Alberni : Laurent Brossoit , joueur professionnel canadien de hockey sur glace. Il évolue au poste de gardien de but[4],[5].

- 12 avril à Burnaby : Ryan Jeremy Noel Nugent-Hopkins , joueur professionnel canadien de hockey sur glace.

- 20 mai à Abbotsford : Sunny Dhinsa  , lutteur et un catcheur (lutteur professionnel) canadien-indien connu sous le nom de ring d'Akam. Il est principalement connu comme catcheur à la World Wrestling Entertainment (WWE) de 2014 à 2020.

- 21 octobre à Victoria : Adam de Vos, coureur cycliste canadien, membre de l'équipe américaine Rally.

- 22 novembre à Victoria : Nicole Bunyan, joueuse professionnelle de squash représentant le Canada. Elle atteint le 58e rang mondial en novembre 2018, son meilleur classement.

- 17 décembre à Victoria : Timothy Chooi,  violoniste canadien.